# Псиломелан
Псиломелан је групно име за тврде црне манган оксиде укључујући холандит и романекит. Псиломелан се састоји од воденог манган оксида, с варијабилним количинама баријума и калијума.
Погрешно је, и неуобичајено, познат као црни хематит, упркос томе што није повезан с правим хематитом који је гвожђе оксид.